# 浜田知明
浜田 知明（はまだ ちめい、本名の読みはともあき、1917年（大正6年）12月23日 - 2018年（平成30年）7月17日）は、日本の版画家・彫刻家。日本の版画家が国際的に注目されはじめたのは1950年代からであるが、浜田も棟方志功、浜口陽三、駒井哲郎らと並び、第二次大戦後の日本を代表する版画家の一人に数えられる。

## 経歴
1917年（大正6年）、熊本県上益城郡高木村（現・御船町）生まれ。教育者の次男である。旧制御船中学校（現在の熊本県立御船高等学校）では、東京美術学校を卒業後すぐに美術教師として赴任していた富田至誠に指導を受ける。16歳の時には飛び級で東京美術学校（現・東京藝術大学）油画科に入学し、洋画家藤島武二の指導を受けた。戦時色濃いこの時代にあって、1939年（昭和14年）の同校卒業と同じに熊本歩兵連隊に入隊し、中国山西省方面で軍務についた。1943年（昭和18年）に満期除隊するが、翌1944年（昭和19年）に再召集され、伊豆七島の新島で軍務についた。20歳代の大半を軍隊で過ごした、典型的な戦中派であった。戦地でもスケッチなどを残しているが、作家としての本格的なデビューは戦後のことである。
敗戦後は郷里熊本に帰り、県立熊本商業学校の教員をしながら作品制作をしていたが、1948年（昭和23年）に上京、自由美術家協会に所属して作品発表の機会をうかがっていた。浜田が注目を集めるのは、1951年（昭和26年）の自由美術家協会展に出品した、自らの軍隊経験を基にした銅版画『初年兵哀歌』シリーズからである。浜田の代名詞ともなっているこのシリーズは1954年にかけて計15点が制作された。中でも1954年作の『初年兵哀歌（歩哨）』は高い評価を得、1956年のルガノ国際版画ビエンナーレで受賞している。
日本国内のみならず、1979年にはオーストリアのウィーン（アルベルティーナ版画素描館）とグラーツ（グラーツ州立近代美術館）、1993年にはロンドン（大英博物館日本ギャラリー）で回顧展を開催、2008年にはイタリアのウフィツィ美術館で日本人版画家として初めて展示、収蔵され、1965年にフィレンツェ美術アカデミー版画部名誉会員、1989年にはフランス政府より芸術文化勲章（シュヴァリエ章）を受章するなど、国際的にも活躍している。
「冷たく、暗い、金属的な感じ」を求めた結果、技法的には一貫してエッチング（腐食銅版画）を主体に作成し、アクアチント（松やにを防蝕剤に使った銅版画の一種）を併用することもある。核戦争のような人間社会の不条理や人間心理の暗部といった深刻なテーマを、ブラックユーモアにくるんで表現している。浜田は発表する作品を厳しく選別しており、発表する作品は平均して年間数点に過ぎない。また、初期の作品は大部分が本人によって破棄されたといわれている。1983年（昭和58年）からはブロンズ彫刻にも取り組み、新境地を見せている。98歳となった2015年時点でも創作意欲は衰えていないという。
2018年7月17日1時25分（JST）、老衰のため熊本市内の病院で死去した。100歳没。

## 代表作品
- 『初年兵哀歌』シリーズ（1951年－1954年）
- 『いらいら（A）』、『いらいら（B）』（1974年、1975年）
- 『檻』（1978年）
- 『ボタン（A）』『ボタン（B）』（1988年）